# Monument de l'Assistance publique
Le monument de l'Assistance publique est un monument aux morts élevé par la Ville de Paris et situé au cimetière du Père-Lachaise. Il rend hommage au personnel de l'Assistance publique - Hôpitaux de Paris victime du devoir.

## Historique

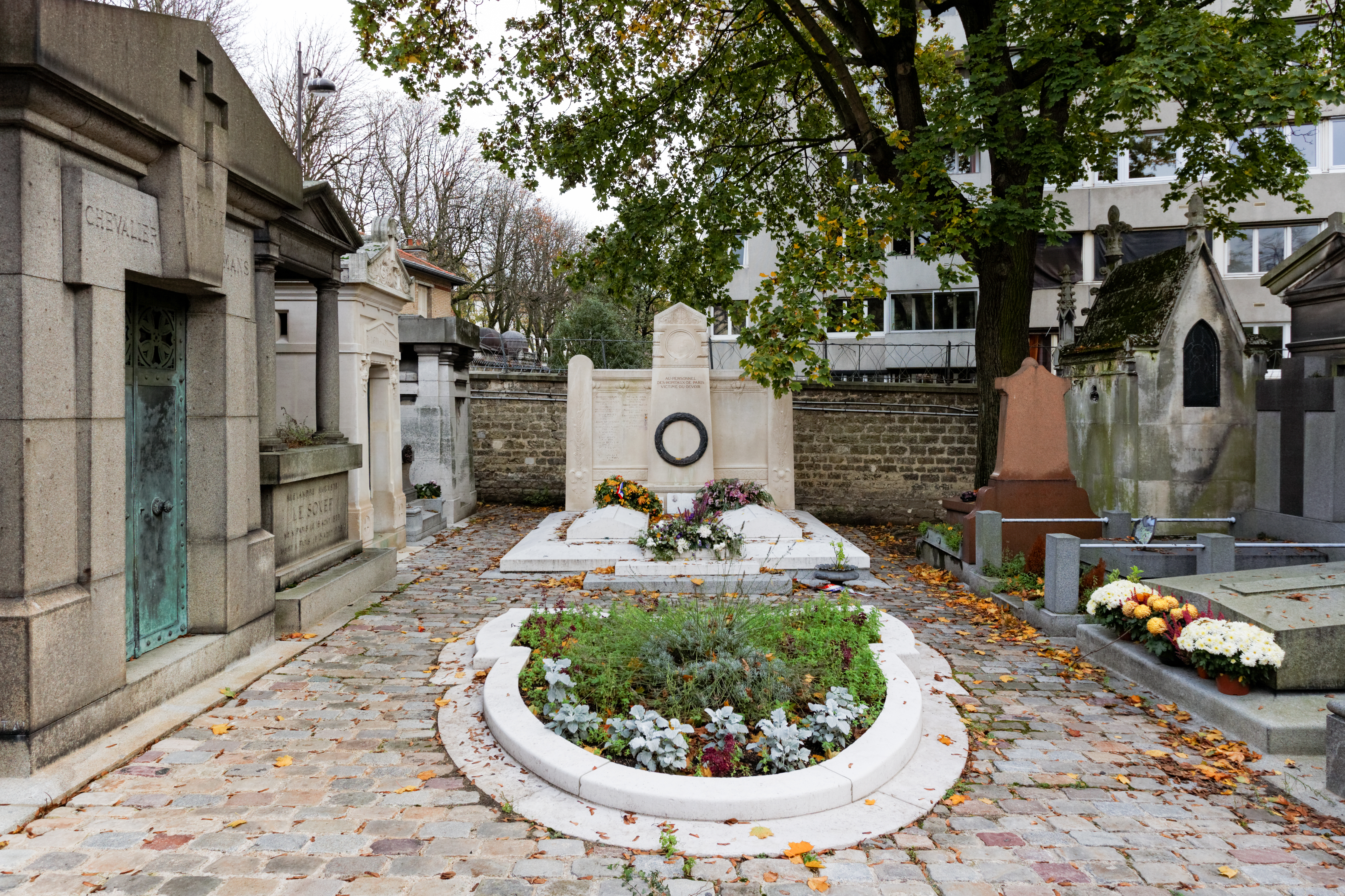

Un arrêté préfectoral du 30 janvier 1903 concède un terrain de 16 m² au cimetière du Père-Lachaise pour l'édification d'un monument aux « infirmiers et infirmières décédés à la suite de maladies contractées au chevet des malades ». Il s'agit de palier l'absence d'un monument aux victimes du devoir du secteur hospitalier alors que Paris est doté de monuments commémoratifs pour les pompiers, les gardiens de la paix et les travailleurs municipaux,,.
Le 7 janvier 1910, une demande est à nouveau faite pour la construction d'un monument aux victimes du devoir de l'Assistance publique au motif qu'« il y a autant d'héroïsme à mourir au chevet des malades, en soignant un malade contagieux, que de mourir dans un incendie ou en arrêtant des malfaiteurs ». Le terrain annoncé en 1903 a bien été mis à disposition. Un concours a été ouvert pour la construction du monument. Un jury a approuvé les plans et les devis pour un total de 20 000 francs. Mais l'exécution du monument a été ajournée faute de crédit nécessaire. Le 6 janvier 1911, le projet en est au même stade. La date exacte de construction du monument est inconnue. Elle a eu lieu entre 1911 et 1930.
En 1930, le terrain concédé est agrandi pour notamment y adjoindre un terre-plein fleuri entouré d'une murette en pierre.

## Localisation
La concession est située dans la 2e section de la 2e division du cimetière, près des bureaux de la Conservation. Le monument est situé contre le mur d'enceinte qui longe la rue du Repos et dans le prolongement de l'avenue du Bureau. En raison de la proximité des maisons de la rue du Repos, le terrain n'avait jusqu'ici pas trouvé acquéreur.

## Caractéristiques

### Monument
Le monument aux morts est constitué d'une large stèle avec en son centre un obélisque et de part et d'autre l'emplacement pour y inscrire la liste des victimes.
En plus de l'inscription en lettres rouges « Au personnel des hôpitaux de Paris victime du devoir », le monument comporte 17 noms.
Une couronne comporte l'inscription « Don de l'union amicale pour la mémoire du monde combattant ». Elle provient de l'Union amicale pour la mémoire du monde combattant et des victimes de guerres, des personnels des administrations de l'assistance publique – hôpitaux de paris, du crédit municipal, des préfectures et de la ville de Paris créée en 2003.
Le caveau comporte deux rangées de 23 ou 24 cases,.

### Sépulture
| Nom                            | Naissance | Décès | Biographie |
| ------------------------------ | --------- | ----- | --- |
| Eugénie Legrand                | 1898      | 1933  | Agent des services hospitaliers décédée des suites d'un mal contracté en service, médaille d'or des épidémies. |
| Gustave Mounier                | ca. 1910  | 1935  | Agent des services hospitaliers à l'hôpital de la Charité, décédé d'une septicémie attrapée en se coupant en nettoyant des instruments chirurgicaux ayant servi à l'autopsie d'un malade décédé d'une septicémie. |
| Désirée Hervet née Capaillard  | 1894      | 1936  | Infirmière de l'Hôtel-Dieu morte de la fièvre typhoïde contractée au chevet d'un malade. |
| Benoît Millet                  | 1898      | 1938  | Agent temporaire des services hospitaliers, titulaire de la médaille d'or des épidémies, décédé, victime du devoir, des suites d'une piqûre septique qu'il s'était faite dans l'exercice de ses fonctions. |
| Joseph Le Grouyer              | 1902      | 1938  | Membre du conseil syndical de la section du personnel de l'assistance publique et de la commission exécutive du syndicat du personnel des services publies et de santé de la région parisienne, décédé le 4 octobre des suites d'un accident du travail survenu à l'hôpital Vaugirard, établissement dans lequel il était employé. |
| Lucien Victor Leduc            | 1902      | 1938  | Inhumé le 25 janvier 1938. |
| Robert Gros                    | 1910      | 1941  | Inhumé le 14 mars 1941. |
| Louis Auger                    | 1890      | 1942  | Inhumé le 22 janvier 1942. |
| Isabelle Bouquie               | 1894      | 1944  | Le lendemain de la libération de Paris, un bombardement aérien allemand dans la nuit du 26 au 27 août 1944 fait 13 victimes à l'hôpital Bichat,. |
| Marie Jordan née Parisot       | 1898      | 1944  | Le lendemain de la libération de Paris, un bombardement aérien allemand dans la nuit du 26 au 27 août 1944 fait 13 victimes à l'hôpital Bichat,. |
| Marguerite Chanudet née Martin | 1919      | 1944  | Le lendemain de la libération de Paris, un bombardement aérien allemand dans la nuit du 26 au 27 août 1944 fait 13 victimes à l'hôpital Bichat,. |
| Marie de Martin née Canet      | 1904      | 1944  | Le lendemain de la libération de Paris, un bombardement aérien allemand dans la nuit du 26 au 27 août 1944 fait 13 victimes à l'hôpital Bichat,. |
| Thomas de Martin Monego        | 1895      | 1944  | Le lendemain de la libération de Paris, un bombardement aérien allemand dans la nuit du 26 au 27 août 1944 fait 13 victimes à l'hôpital Bichat,. |
| Marguerite Favey               | 1925      | 1945  | Inhumée le 12 mars 1945. |
| Christiane Godfrin             | 1941      | 1962  | L'inscription comporte à côté de chaque nom la médaille d'or des épidémies. (composée d'un ruban tricolore et d'une médaille dorée) Mlle Jourdain, laborantine, décédée des suites d'un ictère grave |
| Éliane Jourdain                | 1914      | 1970  | L'inscription comporte à côté de chaque nom la médaille d'or des épidémies. (composée d'un ruban tricolore et d'une médaille dorée) Mlle Jourdain, laborantine, décédée des suites d'un ictère grave |
| Danielle Hardaker              | 1939      | 1970  | L'inscription comporte à côté de chaque nom la médaille d'or des épidémies. (composée d'un ruban tricolore et d'une médaille dorée) Mlle Jourdain, laborantine, décédée des suites d'un ictère grave |